# 投殺
投杀（Bowled）是板球运动中的术语。投球手在投出球后直接击中击球员后面的三柱门或碰到击球员的身体后击中三柱门，那么击球员因为投杀出局；记入投球手成绩。